# ۸۳۹ (خورشیدی)
۸۳۹ هشتصد و سی و نهمین سال هجری خورشیدی است.